# Campeonato Mundial de Judo de 2001
El XXV Campeonato Mundial de Judo se celebró en Múnich (Alemania) entre el 26 y el 29 de julio de 2001 bajo la organización de la Federación Internacional de Judo (IJF) y la Federación Alemana de Judo. 
Las competiciones se realizaron en el Pabellón Olímpico de la ciudad bávara. 

## Medallistas

### Masculino
| Evento                    | Oro                           | Plata                    | Bronce                                                            |
| ------------------------- | ----------------------------- | ------------------------ | ----------------------------------------------------------------- |
| –60 kg (26.07)            | Anis Lunifi Túnez             | Cédric Taymans · Bélgica | John Buchanan Reino Unido Kazuhiko Tokuno Japón                   |
| –66 kg (27.07)            | Arash Miresmaeili Irán        | Musa Nastuyev · Ucrania  | Yordanis Arencibia Verdecia · Cuba · Kim Hyung-Ju · Corea del Sur |
| –73 kg (27.07)            | Vitali Makarov · Rusia        | Yusuke Kanamaru Japón    | Asjat Shajarov · Kazajistán · Krzysztof Wiłkomirski · Polonia     |
| –81 kg (28.07)            | Cho In-Chul Corea del Sur     | Aleksei Budõlin Estonia  | Sergei Aschwanden · Suiza · Elxan Rəcəbli · Azerbaiyán            |
| –90 kg (28.07)            | Frédéric Demontfaucon Francia | Zurab Zviadauri Georgia  | Rəsul Səlimov Azerbaiyán Yoon Dong-Sik Corea del Sur              |
| –100 kg (29.07)           | Kosei Inoue Japón             | Antal Kovács · Hungría   | Jang Sung-Ho · Corea del Sur · Asjat Zhitkeyev · Kazajistán       |
| +100 kg (29.07)           | Alexandr Mijailin · Rusia     | Selim Tataroğlu Turquía  | Mahmud Reza Miran Irán Shinichi Shinohara Japón                   |
| Categoría abierta (26.07) | Alexandr Mijailin · Rusia     | Ariel Zeevi Israel       | Frank Möller · Alemania · Dennis van der Geest · Países Bajos     |

### Femenino
| Evento                    | Oro                             | Plata                              | Bronce                                                     |
| ------------------------- | ------------------------------- | ---------------------------------- | ---------------------------------------------------------- |
| –48 kg (26.07)            | Ryoko Tamura Japón              | Ri Kyong-Ok Corea del Norte        | Danieska Carrión · Cuba · Giuseppina Macrì · Italia        |
| –52 kg (27.07)            | Kye Sun-Hui Corea del Norte     | Raffaella Imbriani · Alemania      | Liu Yuxiang · China · Legna Verdecia Rodríguez · Cuba      |
| –57 kg (27.07)            | Yurisleidy Lupetey Cobas · Cuba | Deborah Gravenstijn · Países Bajos | Isabel Fernández Gutiérrez · España · Kie Kusakabe · Japón |
| –63 kg (28.07)            | Gella Vandecaveye · Bélgica     | Sara Álvarez Menéndez · España     | Anaisis Hernández Sarriá · Cuba · Ayumi Tanimoto · Japón   |
| –70 kg (28.07)            | Masae Ueno Japón                | Kate Howey Reino Unido             | Regla Leyén Zulueta · Cuba · Ulla Werbrouck · Bélgica      |
| –78 kg (29.07)            | Noriko Anno Japón               | Yurisel Laborde Duanes · Cuba      | Céline Lebrun Francia Lee So-Yeon Corea del Sur            |
| +78 kg (29.07)            | Yuan Hua China                  | Midori Shintani Japón              | Daima Beltrán Guisado · Cuba · Sandra Köppen · Alemania    |
| Categoría abierta (26.07) | Céline Lebrun Francia           | Karina Bryant Reino Unido          | Catarina Rodrigues Portugal Tong Wen China                 |

## Medallero
| Núm. | País            | Oro | Plata | Bronce | Total |
| ---- | --------------- | --- | ----- | ------ | ----- |
| 1    | Japón           | 4   | 2     | 4      | 10    |
| 2    | Rusia           | 3   | 0     | 0      | 3     |
| 3    | Francia         | 2   | 0     | 1      | 3     |
| 4    | Cuba            | 1   | 1     | 6      | 8     |
| 5    | Bélgica         | 1   | 1     | 1      | 3     |
| 6    | Corea del Norte | 1   | 1     | 0      | 2     |
| 7    | Corea del Sur   | 1   | 0     | 4      | 5     |
| 8    | China           | 1   | 0     | 2      | 3     |
| 9    | Irán            | 1   | 0     | 1      | 2     |
| 10   | Túnez           | 1   | 0     | 0      | 1     |
| 11   | Reino Unido     | 0   | 2     | 1      | 3     |
| 12   | Alemania        | 0   | 1     | 2      | 3     |
| 13   | España          | 0   | 1     | 1      | 2     |
| 13   | Países Bajos    | 0   | 1     | 1      | 2     |
| 15   | Estonia         | 0   | 1     | 0      | 1     |
| 15   | Georgia         | 0   | 1     | 0      | 1     |
| 15   | Hungría         | 0   | 1     | 0      | 1     |
| 15   | Israel          | 0   | 1     | 0      | 1     |
| 15   | Turquía         | 0   | 1     | 0      | 1     |
| 15   | Ucrania         | 0   | 1     | 0      | 1     |
| 21   | Azerbaiyán      | 0   | 0     | 2      | 2     |
| 21   | Kazajistán      | 0   | 0     | 2      | 2     |
| 23   | Italia          | 0   | 0     | 1      | 1     |
| 23   | Polonia         | 0   | 0     | 1      | 1     |
| 23   | Portugal        | 0   | 0     | 1      | 1     |
| 23   | Suiza           | 0   | 0     | 1      | 1     |
|      | TOTAL           | 16  | 16    | 32     | 64    |